# Basilique de Saint-Cyprien
Vous lisez un « bon article » labellisé en 2016.
La basilique de Saint-Cyprien, appelée aussi basilique près de Sainte-Monique, est une basilique chrétienne en ruines située à la lisière du site archéologique tunisien de Carthage, sur le plateau de Bordj Djedid et en bordure de la mer.
Les basiliques chrétiennes de Carthage ont été fouillées de manière intensive par les pères blancs à partir des années 1880. Le complexe basilical le plus grand est la basilique de Damous El Karita dégagée à partir de 1878 par le père Alfred Louis Delattre. La basilique attribuée majoritairement à saint Cyprien est retrouvée en 1915 par le père Delattre lors de sa dernière campagne de fouilles.
La basilique est fouillée selon les pratiques en usage à l'époque, donc avec peu de précautions si on compare avec les techniques de fouilles actuellement en vigueur, ce dont la connaissance de l'édifice souffre. De plus, les vestiges actuels sont à la fois maigres et d'une interprétation malaisée du fait d'interventions intempestives au moment du congrès eucharistique de Carthage de 1930.
L'édifice bénéficie d'un panorama sur le golfe de Tunis et le Djebel Boukornine et a pu être identifié grâce à des sources littéraires comme l'édifice dédié à saint Cyprien, mort le 14 septembre 258 lors de la persécution de Valérien. Cette identification proposée dès les fouilles a été confirmée par la plupart des chercheurs dont Charles Saumagne, en raison des anciens textes connus. Cependant, cette interprétation n'est pas sans poser de problème du fait de l'absence de sources épigraphiques pouvant confirmer formellement cette identification, donc certains chercheurs restent très prudents, parmi lesquels Noël Duval.
L'édifice dont les ruines ont été dégagées au XXe siècle a succédé à une construction datée de la fin du IVe siècle et a eu une durée d'utilisation assez longue dans l'Antiquité tardive, y compris durant l'époque vandale et jusqu'au VIIe siècle. L'édifice et le cimetière adjacent sont sans doute utilisés jusqu'à la conquête arabo-musulmane de 698.

## Localisation

Localisation de la basilique (no 3) sur le plan général du site archéologique de Carthage.

L'édifice est situé à la périphérie du site archéologique de Carthage, dans un faubourg de la cité, car le bâtiment n'est aligné ni sur l'organisation urbaine ni sur la cadastration rurale. Le lieu nommé « larmes de Sainte-Monique » se trouve près de la mer.
Le site est localisé à proximité d'un ravin d'environ trente mètres dominant la mer, sur un site dédié vraisemblablement depuis longtemps à la sécurité des marins et d'une grande beauté.

## Problématique des basiliques cyprianiques
La question des basiliques consacrées à saint Cyprien a été souvent évoquée par les historiens ayant travaillé sur le christianisme africain, en particulier Auguste Audollent, Charles Saumagne, Serge Lancel et Liliane Ennabli.
En 1901, Paul Monceaux évoque le désaccord entre historiens « sur le nombre et l'emplacement des basiliques ». Victor de Vite localise deux basiliques cyprianiques hors des murs de la ville de Carthage, le lieu de son martyre et celui de son inhumation au lieu-dit « Les Mappales ». Monceaux considérait que trois édifices étaient consacrés au saint à Carthage, deux hors de la cité (Ager Sexti vers La Marsa, et l'autre proche des citernes de La Malga) et un proche des ports puniques,, thèse contestée par la plupart des spécialistes, y compris Lancel. Les textes d'Augustin d'Hippone, en particulier ses sermons, vont dans le même sens de deux édifices consacrés à l'évêque de Carthage.

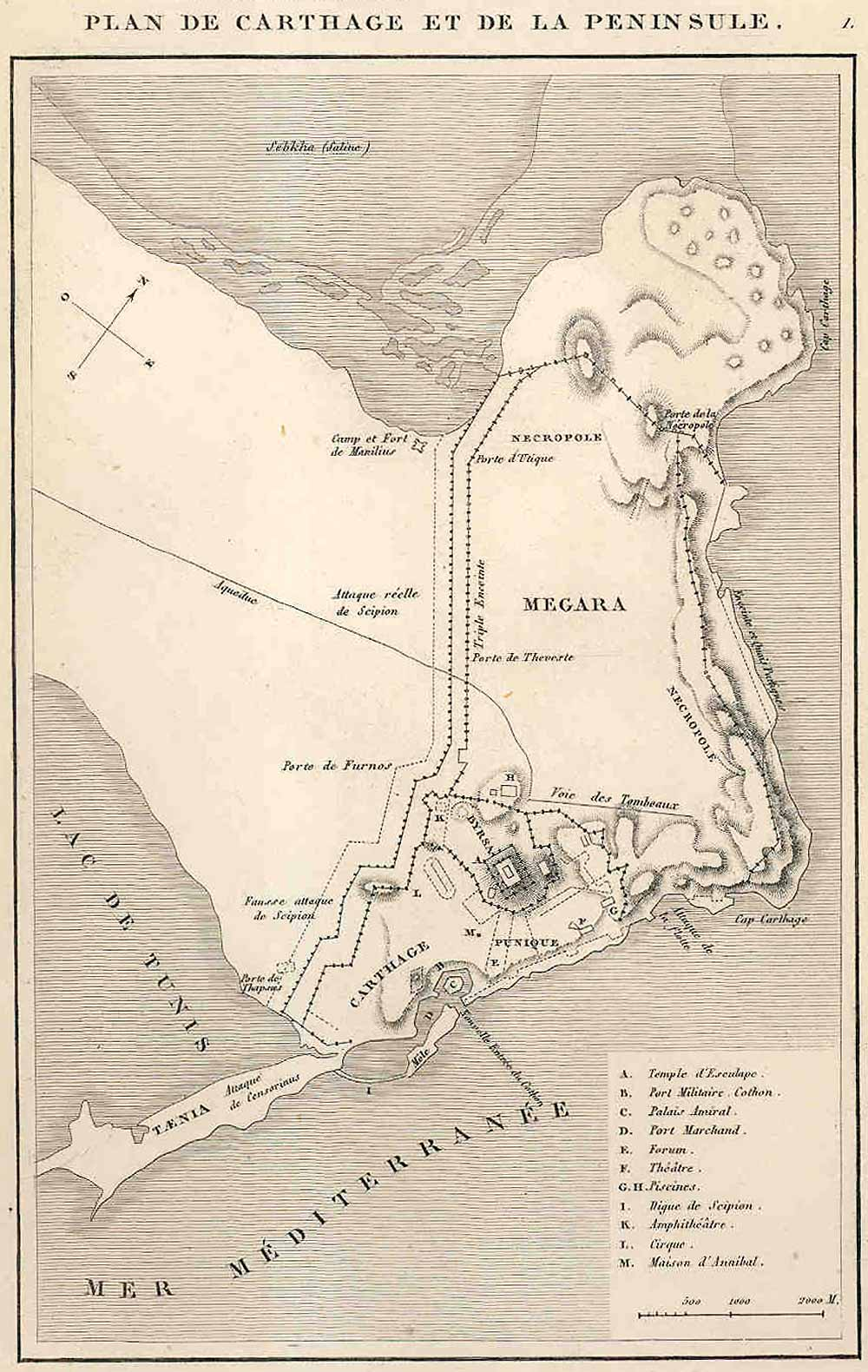
Localisation du faubourg de Mégara sur une carte de 1844.

Cyprien est amené devant le proconsul dans un lieu dénommé « domaine de Sextus », réputé pour sa salubrité, et y est exécuté le lendemain dans un endroit secret. Ce lieu n'est pas situé « encore avec certitude » mais une basilique y fut édifiée. Le lieu était peut-être localisé dans le faubourg de Mégara, dans un lieu particulièrement boisé, peut-être en direction de La Marsa. Augustin évoque à plusieurs reprises dans ses sermons deux autels de Cyprien, dont celui destiné à porter des offrandes (appelé mensa), la nécessité pour les fidèles d'effectuer des dons et également la construction d'une église dans laquelle des offices étaient célébrés. Cet élément permet de supposer une construction en cours sur le lieu du martyre à l'époque d'Augustin et donc modeste, comme une simple abside selon Ennabli. Le lieu du martyre possédait sans doute quelques reliques du saint, comme des vêtements.
Le corps de Cyprien après son martyre est amené par les fidèles de nuit et inhumé dans un lieu dénommé Area Macrobi Candidati, route des Mappales, non loin de piscines et du palais. L'édifice des Mappales est évoqué dans le récit par Augustin d'un miracle évoquant une riche Carthaginoise, Megetia, qui accomplit un vœu à saint Cyprien. Le lieu est uniquement pourvu durant longtemps, et encore à la fin du IVe siècle, d'une chapelle.
Procope de Césarée évoque, lors de son récit de l'arrivée des Byzantins à Carthage, un édifice cyprianique situé « devant la cité, au bord de la mer ». Un sermon d'Augustin dit Mayence 5 évoque l'édifice des Mappales « auprès de la memoria du saint évêque et martyr ». Cet édifice est aussi dénommé basilique Restituta. L'identification de l'édifice à la memoria de saint Cyprien est probable « si l'on confronte les textes et le monument retrouvé ». Cette identification est acceptée dès Charles Saumagne.

## Histoire

### Histoire antique

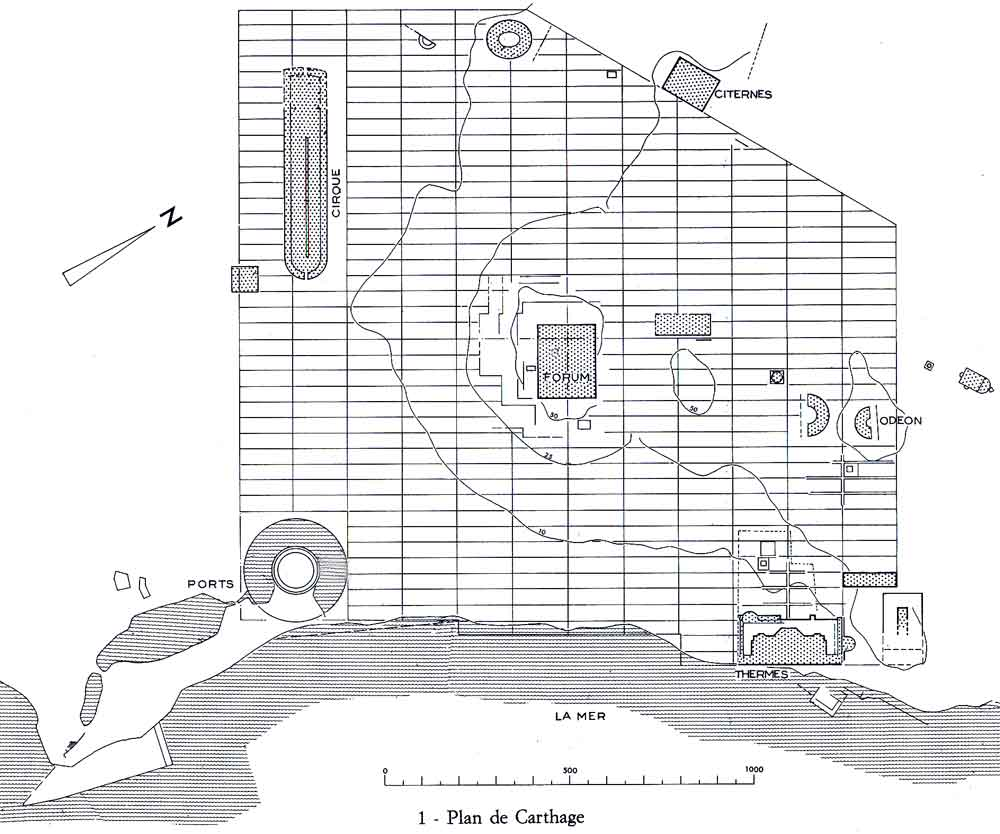
Plan de la Carthage romaine avec les principaux monuments localisés : la basilique est située hors du quadrillage, à droite.

Le christianisme s'implante de manière précoce en Afrique, dès les IIe et IIIe siècles et dans la capitale qu'est alors Carthage.
Les fouilles ont permis de retrouver un fragment d'inscription mentionnant la divinité Securitas,, ce qui permet de supposer qu'un temple païen existait là avant qu'un édifice chrétien ne le remplace. Les marins sollicitaient la protection divine de longue date, le lieu était donc important pour les marins désireux de se procurer de l'eau douce présente dans les bassins de Dar Saniat.
Saint Cyprien, premier évêque de Carthage, est arrêté le 13 septembre 258 par deux officiers accompagnés de soldats et exécuté par décapitation le lendemain. Son corps est transporté près du rivage et une basilique édifiée au-dessus de son tombeau à la fin du IVe siècle.
Le culte des saints était très important dans l'église africaine, des reliques étant souvent placées sous l'autel. Des fêtes y compris avec chants et danses avaient lieu régulièrement dans l'enceinte des sanctuaires, comme dans la memoria de Cyprien. Cette fête annuelle dédiée à Cyprien s'appelait Cypriana et avait lieu à la fois sur le lieu du martyre et du tombeau du saint ; elle était populaire chez les marins. Le culte consacré à Cyprien commence assez vite au IVe siècle et se développe surtout en Afrique. Un sermon d'Augustin daté d'août 401 évoque un scandale causé par des personnes désireuses de danser ; par la suite, dès septembre 401, des vigiles sont mis en place pour éviter ces débordements et « éloigner de ce lieu les cithares » selon l'expression d'Augustin, « persistance d'une coutume païenne » selon l'évêque d'Hippone. « Le succès fut total » car les sources ne mentionnent plus par la suite de débordements liés au culte des martyrs.
Sainte Monique, mère de saint Augustin, aurait passé sur le site la nuit précédant le départ de celui-ci pour l'Italie, mais dans un édifice antérieur, sans doute une chapelle. Il décrit la scène dans un extrait des Confessions, qui se serait déroulée en 383. Augustin prononça des prêches et des homélies aux Mappales. Un texte de Procope de Césarée évoque ainsi dans un texte de 533 « [la construction] en son honneur, devant la cité, au bord de la mer, [d']un temple prestigieux ». Victor de Vite évoque deux églises dédiées au saint à la fin du Ve siècle.

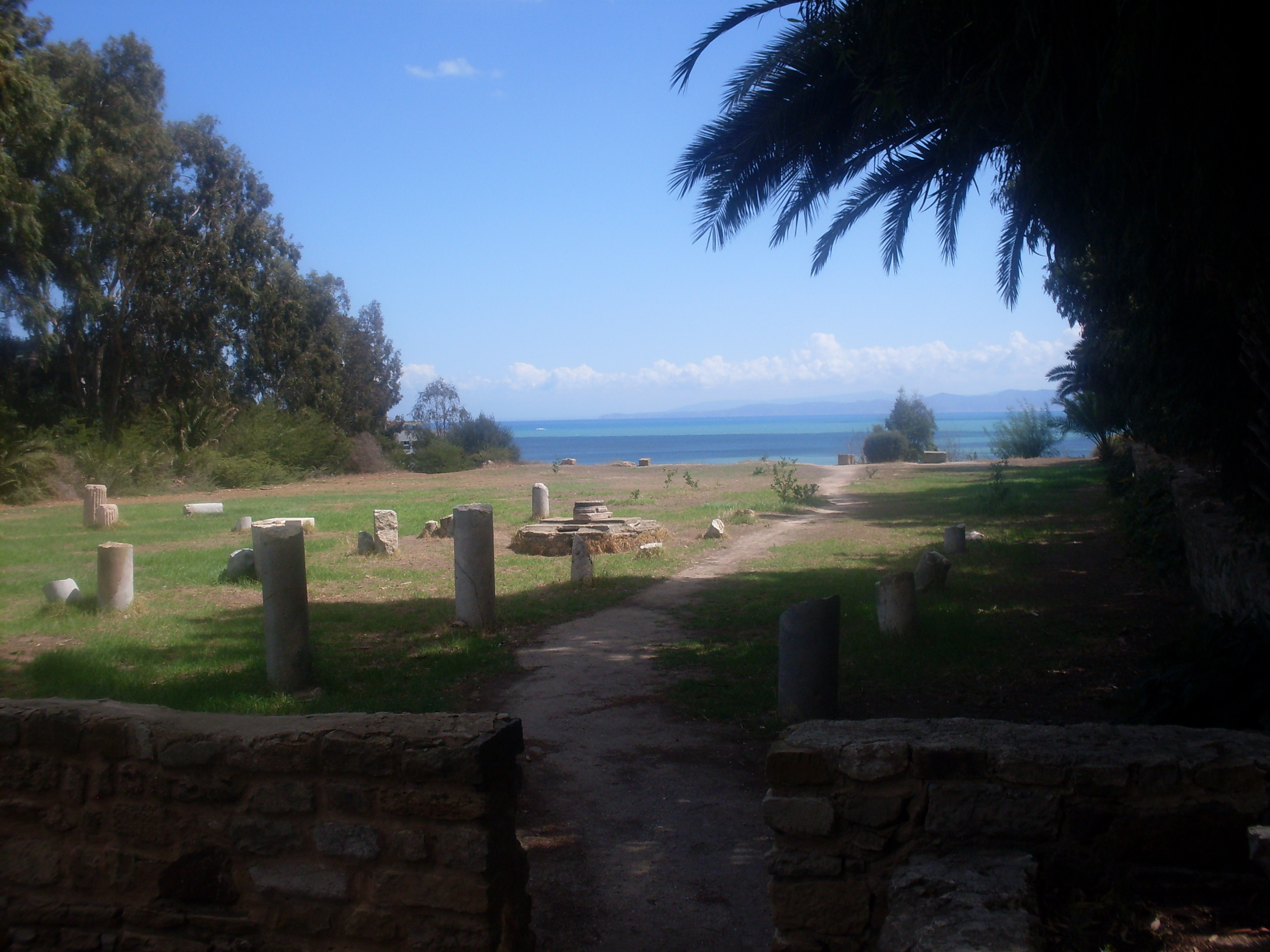
Vue générale de la basilique.

L'édifice actuel est parfois appelé à tort « basilique de Sainte-Monique » ou « des larmes de Sainte-Monique ». Il a été bâti à la fin du IVe siècle avec des éléments intégrés de l'ancien édifice, sans doute à proximité d'un cimetière ou area, appartenant peut-être au procurateur Macrobius Candidatus, cédé pour la déposition du corps du saint. La basilique devait contenir le lutrin en marbre évoqué par Grégoire de Tours, « chef-d'œuvre sans doute inspiré par le génie du martyr », dont aucun fragment n'a été retrouvé lors des fouilles du père Alfred Louis Delattre.
Le site sert de cimetière antérieurement à la construction de l'édifice, car des sarcophages sont situés sous le mur nord-est. L'inhumation au plus près de la sépulture des saints est classique et surtout ad sanctos, au plus près des reliques. Ces sépultures sont datées surtout de la fin du IVe siècle et jusqu'au début du VIIe siècle.
Le souvenir du martyr est maintenu sur le site, ce qui pourrait expliquer une longue utilisation du bâtiment à partir de la fin du IVe siècle, et le lieu est utilisé y compris durant l'époque vandale car une pièce en argent du roi vandale Gunthamund a été retrouvée par Delattre dans une tombe. L'occupation du site par les Vandales ariens dès la prise de Carthage par Genséric est attestée par les sources littéraires sous Genséric et jusqu'au règne de Gélimer, l'église étant reprise par les catholiques le 14 septembre 533. Des travaux ayant comme objectif de solidifier la structure ont lieu tardivement. Des noms d'origine germanique ont pu être reconnus lors de l'étude des restes d'inscriptions ; l'une d'elles est datée de 438 mais la datation précise de l'édifice est problématique. De nombreuses inhumations ont lieu, afin que les défunts obtiennent la protection du saint, dès avant la construction de la basilique et jusqu'au début du VIIe siècle. Avec l'occupation arabe du site, le tombeau de Cyprien « disparaît de l'histoire ».

### Histoire moderne et redécouverte du site

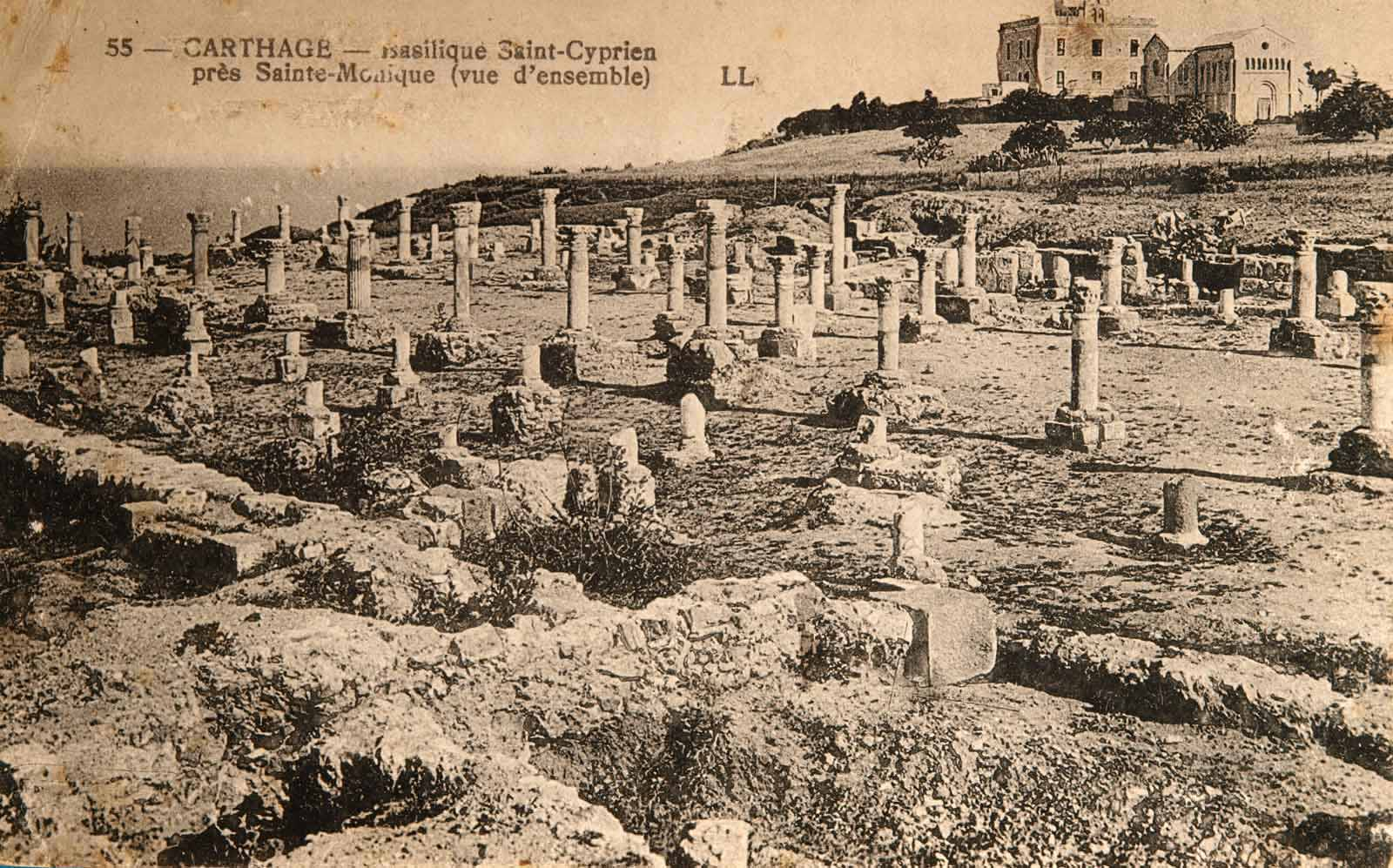
Carte postale ancienne avec les ruines de la basilique.

Un fortin est bâti sous l'occupation turque à l'emplacement de la basilique,.
Des recherches sont menées pour localiser la basilique de Saint-Cyprien dans la zone dès le XIXe siècle. Le terrain appartenant à l'archevêché de Carthage, les fouilles se passent sans problème. Le père Delattre recherche la zone d'ensevelissement du corps du saint dans le secteur des citernes de La Malga en 1889.
Les fouilles archéologiques du site de Carthage ont permis de mettre au jour plus d'une dizaine de lieux de culte chrétiens : 22 basiliques au moins sont connues sur une période de trois siècles et 17 édifices chrétiens sont connus pour le Ve siècle. Ces fouilles sont financées par l'Académie des inscriptions et belles-lettres.
Une vaste construction est retrouvée en 1915 et identifiée à la basilique de saint Cyprien grâce à un texte de saint Augustin (ou de Procope de Césarée) qui la situait « en avant de la ville, près de la mer ». L'identification est selon Duval « plausible sans plus, puisque aucun document précis n'y a été retrouvé ».
Des inscriptions sont tirées des ruines par les habitants avant les fouilles et ces dégagements intempestifs convainquent d'effectuer des fouilles sur le site. Les vestiges, très modestes, ont fait l'objet de fouilles importantes jusqu'en 1920, avec retrait des dalles et pavages antiques. Les inscriptions retrouvées lors des fouilles sont publiées en 1921-1922.
Le site fait l'objet d'une restauration à l'occasion du trentième congrès eucharistique organisé à Carthage en mai 1930 avec des anastyloses hétéroclites de colonnes replacées de manière incorrecte au-dessus des fondations.
Les bâtiments laissés après les fouilles sont dépouillés, car Delattre se préoccupe d'obtenir des inscriptions et des éléments à exposer au musée situé sur la colline de Byrsa. La visite est décevante tant pour le public que pour les spécialistes et les villas entourent désormais les vestiges. Les nombreuses inscriptions recueillies par Delattre rejoignent les collections du musée. Le site a livré environ 10 000 inscriptions d'intérêt divers, tant pour la religiosité que pour l'onomastique présente à Carthage à l'époque, avec des noms vandales et puniques.
Des bâtiments situés derrière la basilique sont signalés comme non fouillés en 1950 par Gabriel-Guillaume Lapeyre et Arthur Pellegrin. Le site est à nouveau fouillé en 1967 et un nouveau plan levé pour rectifier celui de Delattre. Cette étude est cependant « rapide ».

## Description de l'édifice et vestiges actuels

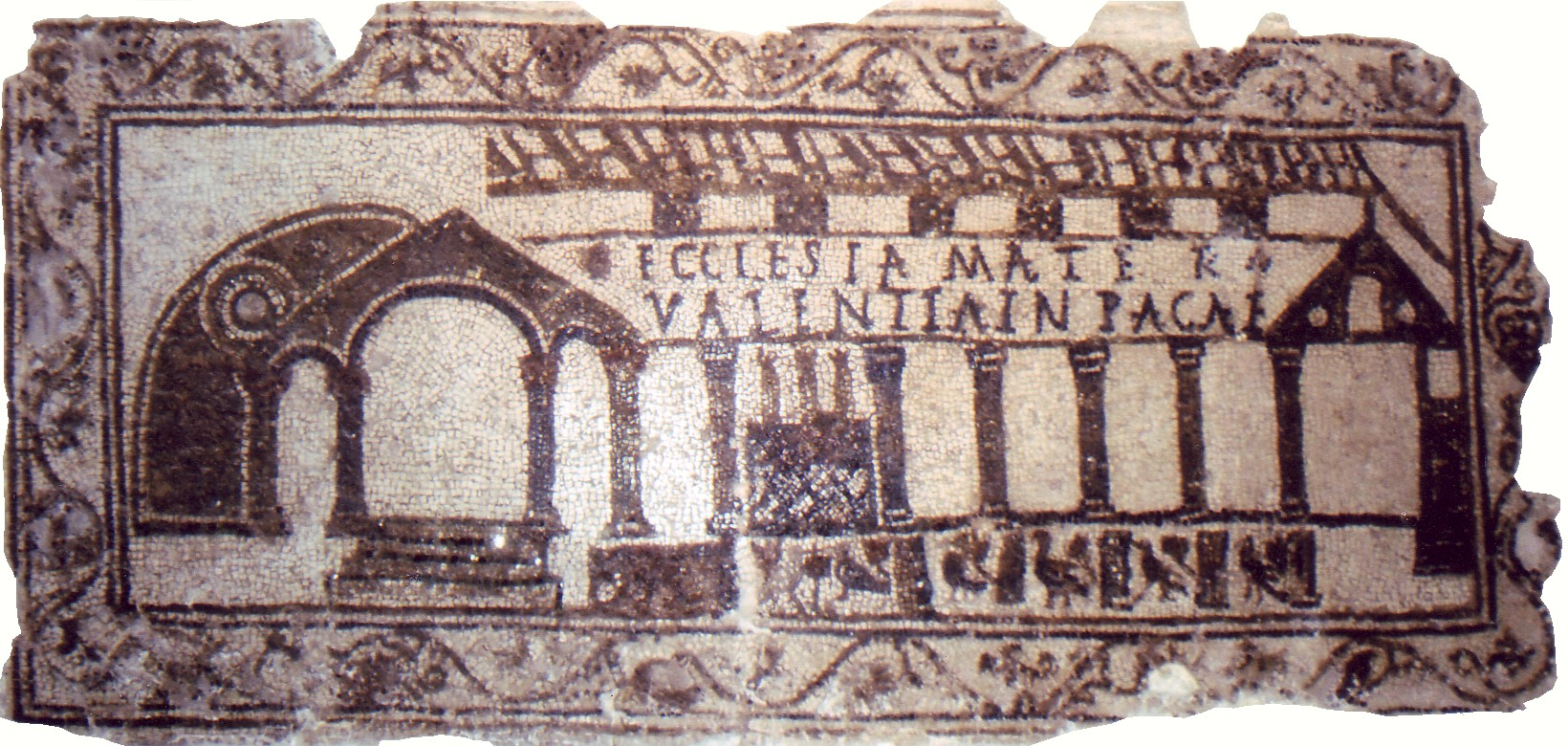
Basilique paléochrétienne figurée sur la mosaïque de l'Ecclesia Mater provenant de Tabarka et conservée au musée national du Bardo.

### Généralités
La basilique est un édifice à cinq nefs et orienté à l'ouest, « sans raison semble-t-il ». La façade de l'édifice donnait sur le golfe de Tunis.
Le monument mesurait 81 mètres de long sur 35,55 mètres, pour une surface de 2 500 m2 : il se partageait entre un édifice mesurant 71,34 mètres sur 35,55 et une abside de 9,58 mètres sur 9,74 mètres de profondeur.

### Plan
La construction n'est pas cohérente et le plan levé par le père Delattre n'est pas fiable. Le plan général reprend selon Lapeyre et Pellegrin celui des basiliques syriennes : quadratum populi (nef) avec atrium et presbyterium auquel étaient accolées deux sacristies. En effet, la plupart des basiliques africaines ne sont pas pourvues d'atrium, sauf les édifices majeurs de la capitale provinciale.

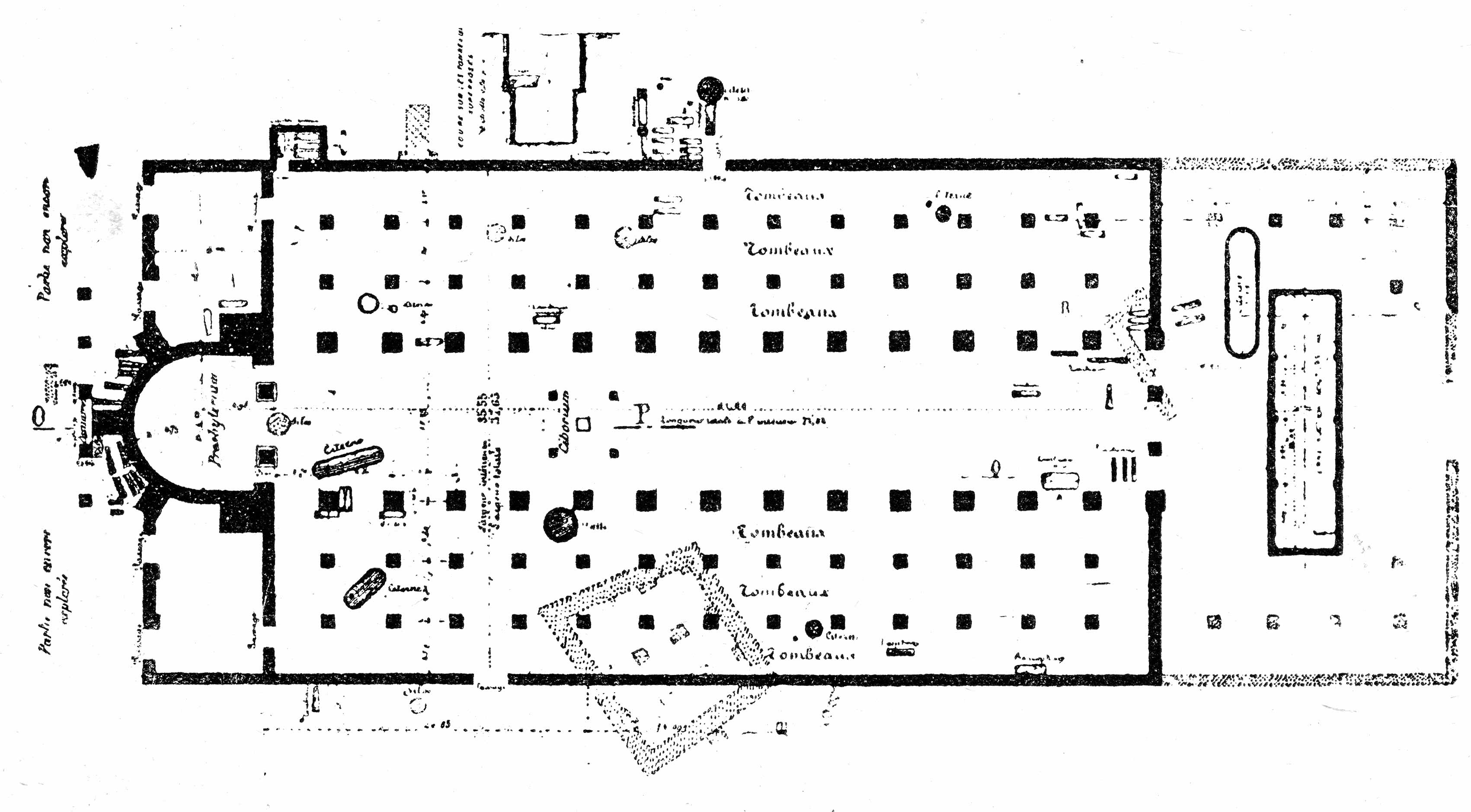
Plan selon les anciennes fouilles.

Le chevet est peut-être la réutilisation d'une construction plus ancienne, Delattre ayant noté que certains murs étaient assis sur des sarcophages chrétiens.
Le quadratum populi était constitué de sept grandes nefs et quatorze travées s'étirant sur 61,60 mètres de long. Une abside surélevée par rapport à la nef, et donc munie d'un escalier, était renforcée de cinq contreforts, et fermait le monument. Une iconostase à trois arcs séparait la nef de l'abside. L'édifice était pourvu d'une charpente en bois. La nef centrale mesurait plus de onze mètres de large et un autel muni d'un ciborium se situait entre la neuvième et la dixième travée.
La localisation de l'autel au sein du quadratum populi est typiquement africaine, l'élément étant protégé par une enceinte. Au-dessous de l'autel se situait le tombeau du saint.
Les colonnes et les chapiteaux étaient, selon Lapeyre et Pellegin, « bien disparates » et issus de remplois de matériaux d'édifices antérieurs. L'autel quant à lui aurait été en bois.

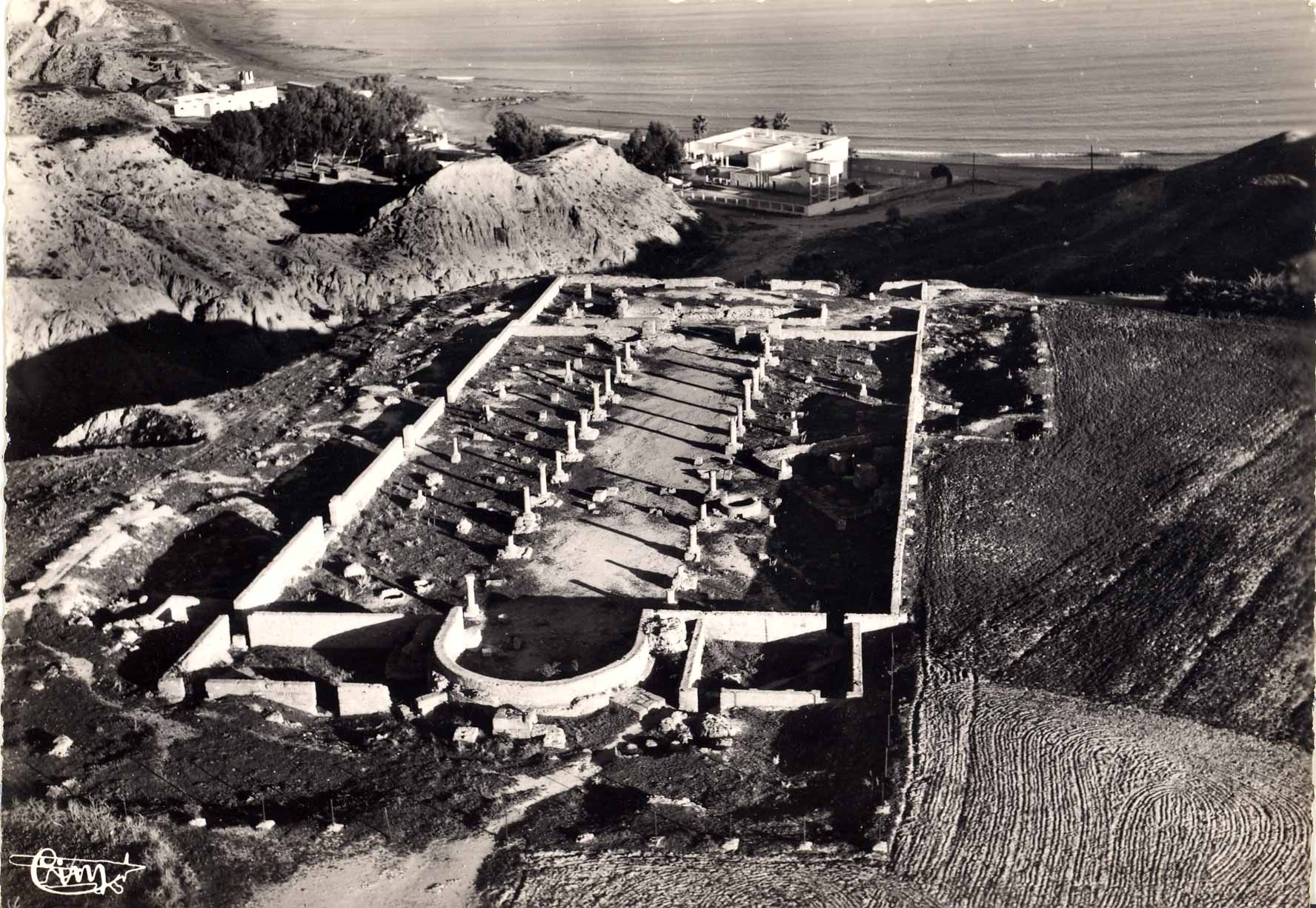
Vue aérienne de la basilique au milieu du XXe siècle.

L'édifice possédait un atrium muni de portiques sur trois côtés et de citernes et était peut-être pourvu d'un porche. L'atrium comportait de nombreuses tombes. Une salle souterraine était également présente. En dépit de la présence de peintures et d'une porte, Noël Duval considère, contrairement à Delattre, que cette pièce est une citerne. Cette citerne de 18 mètres sur 4,25 et profonde de cinq mètres a été utilisée comme habitation dans un second temps. Une deuxième citerne plus petite a été aménagée lorsque la citerne principale a été utilisée comme habitation, un puits ayant également été retrouvé.
Le presbyterium n'était pas lié aux sacristies. L'une d'elles, le diaconicum, était destinée aux membres du clergé, tandis que l'autre (prothesis) était destinée aux fidèles.
L'édifice possédait des annexes, dont une salle ou une chapelle située au nord-est et une galerie au nord-ouest. Duval estime qu'au nord-est se trouve une seconde église avec abside, et que le complexe appartient au modèle des basiliques doubles, même si la disproportion est grande mais peut-être moindre dans la configuration primitive. Liliane Ennabli considère que cette annexe était une salle de réunion ou une église annexe. Des entrées permettaient d'accéder de la basilique aux annexes.
Le monument était entouré d'un vaste cimetière dont certaines tombes étaient pourvues de mosaïques. L'intérieur de l'église abritait également de nombreuses sépultures.

#### Ouvrages généraux
- Auguste Audollent, Carthage romaine : 146 avant Jésus-Christ - 698 après Jésus-Christ, Paris, Albert Fontemoing, 1901, 850 p.
- François Baratte, Fathi Béjaoui, Noël Duval, Sarah Berraho, Isabelle Gui et Hélène Jacquest, Basiliques chrétiennes d'Afrique du Nord, Bordeaux, Ausonius, coll. « Inventaire des monuments de la Tunisie » (no II), 2014, 463 p. (ISBN 978-2356131188).
- Azedine Beschaouch, La légende de Carthage, Paris, Éditions Gallimard, coll. « Découvertes Gallimard / Archéologie » (no 172), 2001, 176 p. (ISBN 2-07-053212-7). .
- Gabriel-Guillaume Lapeyre et Arthur Pellegrin, Carthage latine et chrétienne, Paris, Payot, 1950, 264 p. (lire en ligne).
- Hédi Slim et Nicolas Fauqué, La Tunisie antique : de Hannibal à saint Augustin, Paris, Mengès, 2001, 259 p. (ISBN 2-85620-421-X).
- Hédi Slim, Ammar Mahjoubi, Khaled Belkhodja et Abdelmajid Ennabli, Histoire générale de la Tunisie, vol. I : L'Antiquité, Paris, Maisonneuve et Larose, 2003, 460 p. (ISBN 2-7068-1695-3).
- Claude Briand-Ponsart et Christophe Hugoniot, L'Afrique romaine : de l'Atlantique à la Tripolitaine, 146 av. J.-C. - 533 apr. J.-C., Paris, Armand Colin, 2005, 569 p. (ISBN 2-200-26838-6).
- Paul Corbier et Marc Griesheimer, L'Afrique romaine : 146 av. J.-C. - 439 apr. J.-C., Paris, Ellipses, 2005, 432 p. (ISBN 2-7298-2441-3).
- Noël Duval, « Basilique chrétienne africaine », dans Gabriel Camps (dir.), Encyclopédie berbère, vol. 9 : Baal – Ben Yasla, Aix-en-Provence, Édisud, 1991 (ISBN 2-85744-509-1, lire en ligne), p. 1371-1377 .
- Noël Duval, « Carthage », dans Gabriel Camps (dir.), Encyclopédie berbère, vol. 12 : Capsa – Cheval, Aix-en-Provence, Édisud, 1993 (ISBN 2-85744-581-4, lire en ligne), p. 1780-1811.
- Noël Duval, « Études d'architecture chrétienne nord-africaine », Mélanges de l'École française de Rome. Antiquité, vol. 84, no 2,‎ 1972, p. 1071-1172 (lire en ligne, consulté le 2 mai 2021). .
- Abdelmajid Ennabli et Alain Rebourg, Carthage : le site archéologique, Tunis, Cérès, 1993, 91 p. (ISBN 9973-700-83-X). .
- Abdelmajid Ennabli, Georges Fradier et Jacques Pérez, Carthage retrouvée, Tunis/Paris, Cérès/Herscher, 1995 (ISBN 9973-19-055-6). .
- Liliane Ennabli, Carthage, une métropole chrétienne du IVe à la fin du VIIe siècle, Paris, Centre national de la recherche scientifique, 1997, 179 p. (ISBN 2-271-05402-8). .
- Liliane Ennabli, Carthage chrétienne, Tunis, Agence de mise en valeur du patrimoine et de promotion culturelle, 2000, 87 p. .
- André Laronde et Jean-Claude Golvin, L'Afrique antique : histoire et monuments, Paris, Taillandier, 2001, 224 p. (ISBN 2-235-02313-4). .
- Yann Le Bohec, Histoire de l'Afrique romaine : 146 avant J.-C.-439 après J.-C., Paris, Picard, 2005, 282 p. (ISBN 2-7084-0751-1). .
- Colette Picard, Carthage, Paris, Les Belles Lettres, 1951, 100 p. .
- Collectif, Pour sauver Carthage : exploration et conservation de la cité punique, romaine et byzantine, Paris/Tunis, Unesco/INAA, 1992, 251 p. (ISBN 92-3-202782-8).
- J. Vaultrin, Les basiliques chrétiennes de Carthage : étude d'archéologie et d'histoire, Alger, Société historique algérienne, 1930, 179 p.
- Collectif, « La Carthage de Saint Augustin », Connaissance des arts, no 69,‎ 1995, p. 54-61 (ISSN 0293-9274). .
- Collectif, Carthage : l'histoire, sa trace et son écho, Paris, Association française d'action artistique, 1995 (ISBN 9973-22-026-9).

#### Travaux sur la basilique
- Alfred Louis Delattre, « Une grande basilique près de Sainte-Monique à Carthage », CRAI, vol. 60, no 2,‎ 1916, p. 150-164 (lire en ligne, consulté le 2 mai 2021). .
- Antoine Héron de Villefosse, « Nouvelles des fouilles du R.P. Delattre à Carthage », CRAI, vol. 59, no 7,‎ 1915, p. 496-498 (lire en ligne, consulté le 2 mai 2021).
- Liliane Ennabli, « Les inscriptions funéraires chrétiennes de la basilique dite de Sainte-Monique à Carthage », Publications de l'École française de Rome, no 25,‎ 1975 (lire en ligne, consulté le 2 mai 2021).
- Paul Monceaux, « Le tombeau et les basiliques de saint Cyprien à Carthage », Revue africaine,‎ 1901, p. 183-201. .
- Charles Saumagne, « Les basiliques cypriennes », Revue africaine, no II,‎ 1909.